# Bill Irwin (acteur)
Pour les articles homonymes, voir Irwin.
Bill Irwin est un acteur et scénariste américain né le 11 avril 1950 à Santa Monica, Californie (États-Unis).

## Clip Vidéo
1988 : apparaît dans le clip de Don't Worry, Be Happy, aux côtés de Robin Williams.

## Filmographie

### comme acteur
- 1980 : Popeye : Ham Gravy
- 1983 : The Regard of Flight (TV) : Performer
- 1988 : A New Life (en) d'Alan Alda : Eric
- 1988 : Les Coulisses de l'exploit (Eight Men Out) : Edward "College Boy" Collins
- 1990 : The Circus (TV) : Pierrot The Clown & Miranda's Father
- 1990 : Un pourri au paradis (My Blue Heaven) : Kirby
- 1991 : Scènes de ménage dans un centre commercial (Scenes from a Mall) : Mime
- 1991 : Hot Shots! de Jim Abrahams : Buzz Harley
- 1991 : Stepping Out : Geoffrey
- 1992 : The Last Mile (en) (TV)
- 1993 : Manhattan by Numbers : Floyd
- 1993 : Sister Act, acte 2 (Sister Act 2: Back in the Habit) : Unnamed Brother #1
- 1994 : Water Ride : The Man in the Gray Hat
- 1994 : Le Gardien des Esprits (Silent Tongue) : Comic
- 1998 : Illuminata : Marco
- 1998-2009 : 1, rue Sésame ("Sesame Street") (série télévisée) : Mr. Noodle
- 1999 : Gary & Linda (Just the Ticket) : Ray Charles
- 1999 : Le Songe d'une nuit d'été (A Midsummer Night's Dream) : Tom Snout
- 2000 : Stanley's Gig : Jules
- 2000 : Le Grinch (How the Grinch Stole Christmas) : Lou Lou Who
- 2002 : The Moth (en) (série télévisée)
- 2002 : Le Projet Laramie (The Laramie Project) : Harry Woods
- 2002 : Igby (Igby Goes Down) : Lt. Ernest Smith
- 2004 : Sesame Street Presents: The Street We Live On (TV) : Mr. Noodle
- 2004 : The Truth About Miranda : Emile
- 2004 : Un Crime dans la tête (The Manchurian Candidate) : Scoutmaster
- 2006 : New York, section criminelle (série télévisée) : Nate Royce (saison 6, épisode 6 : Mort d'une petite icône - Masquerade)
- 2006 : La Jeune Fille de l'eau (Lady in the water) : M. Leeds
- 2008 : Rachel se marie (Rachel Getting Married) de Jonathan Demme : Paul
- 2011 : Les Experts (CSI: Crime Scene Investigation) (série télévisée) : Nate Haskell
- 2013-2014 : New York, unité spéciale : Dr Peter Lindstrom (saison 15, épisodes 1, 2, 3, 4, 7, 10, 14, 19 et 21)
- 2013 : Monday Mornings (série télévisée) : Dr Buck Tierney
- 2014 : Interstellar de Christopher Nolan : la voix du robot TARS
- 2015 : New York, unité spéciale : Dr Peter Lindstrom (saison 16, épisode 14)
- 2015-2016 : New York, unité spéciale : Dr Peter Lindstrom (saison 17, épisodes 3, 12 et 23)
- 2017 : New York, unité spéciale : Dr Peter Lindstrom (saison 18, épisode 13)
- 2017 : Legion (série télévisée) : Cary Loudermilk
- 2020 : Star Trek: Discovery (série télévisée) : Su'Kal
- 2020 : New York, unité spéciale : Dr Peter Lindstrom (saison 21, épisode 12)
- 2021 : New York, unité spéciale : Dr Peter Lindstrom (saison 22, épisode 14)
- 2022 : New York, unité spéciale : Dr Peter Lindstrom (saison 23, épisode 22)
- 2022 : The Gilded Age (série télévisée) : Cornelius Eckhard (saison 1, épisode 3)
- 2023 : Rustin de George C. Wolfe : Abraham Johannes Muste

### comme scénariste
- 1983 : The Regard of Flight (TV)